# Заречное (Краматорский район)
Заре́чное (укр. Зарічне; до 2016 г. — Ки́ровск, до 1964 — имени Ки́рова, до 1941 г. — Попо́вка) — посёлок в Краматорском районе Донецкой области Украины.

## Географическое положение
Расположен на реке Жеребец в 115 км от Донецка, в 10 км от железнодорожной станции Ямполь.

## История
До революции 1917 года село Поповка входило в состав Изюмского уезда Харьковской губернии.
Статус посёлка городского типа с 1938 года.
Указом Президиума Верховного Совета РСФСР от 17 мая 1941 года посёлок городского типа Поповка переименован в имени Кирова.
Во время Великой Отечественной войны через посёлок дважды проходила линия фронта.
В январе 1989 года численность населения составляла 3376 человек. По состоянию на 1 января 2013 года численность населения составляла 2650 человек.
С мая по сентябрь 2022 года посёлок находился под оккупацией ВС РФ. 2 октября, в ходе битвы за Лиман, Заречное было освобождено ВСУ.

## Археология
Кировское городище расположено на север/северо-восточной окраине поселка. Оно названо по прежнему имени поселка «Кировск, Краснолиманского р-на», и занимает плато высокого правого берега р. Чёрный Жеребец, у места впадения в неё ручья. Общая площадь памятника — 60 га.
Здесь найдено много фрагментов керамики салтово-маяцкой культуры. Обширное селище практически не исследовалось.

## Известные уроженцы
В посёлке родились Герои Советского Союза Константин Усенко и Павел Зубенко.